# Вальдавия (река)
Вальдавия (исп. Río Valdavia) — река в Испании в провинциях Паленсия и Бургос региона Кастилия и Леон, правый приток Писуэрги. Также известна под названием Абанадес. Длина реки — 78,84 км, площадь бассейна — 1059 км². Высота устья — 785 метров над уровнем моря.
Средний расход воды в реке составляет 0,1627 км³ в год.
Начинается в районе Сантибанес-де-ла-Пенья провинции Паленсия, впадает в Писуэргу в Мельгар-де-Фернаменталь, провинция Бургос.
На реке расположены населённые пункты Осорно, Кастрильо-де-Вильявега, Конгосто-де-Вальдавия и Буэнависта-де-Вальдавия.
Основные притоки — реки Боэдо (левый), Авион и Рио-Пекеньо (правые).

## Этимология
Название реки происходит от словосочетания Valle de Abia «Долина Абии» (для сравнения — название городка Абия-де-лас-Торрес недалеко от Осорно). Слово abia либо производится от баскского названия черники abi-a, и тогда словосочетание имеет смешанное баскско-латинское происхождение, либо соотносится с догалльским и догерманским словом, близким к кельтскому слову apa, аналогу латинского agua «вода».

## Климат
| Климатограмма Реки Вальдавия          | Климатограмма Реки Вальдавия | Климатограмма Реки Вальдавия | Климатограмма Реки Вальдавия | Климатограмма Реки Вальдавия | Климатограмма Реки Вальдавия | Климатограмма Реки Вальдавия | Климатограмма Реки Вальдавия | Климатограмма Реки Вальдавия | Климатограмма Реки Вальдавия | Климатограмма Реки Вальдавия | Климатограмма Реки Вальдавия |
| ------------------------------------- | ---------------------------- | ---------------------------- | ---------------------------- | ---------------------------- | ---------------------------- | ---------------------------- | ---------------------------- | ---------------------------- | ---------------------------- | ---------------------------- | ---------------------------- |
| Я                                     | Ф                            | М                            | А                            | М                            | И                            | И                            | А                            | С                            | О                            | Н                            | Д                            |
| 86 5 −1                               | 79 9 −2                      | 69 13 1                      | 88 19 4                      | 61 24 8                      | 49 31 13                     | 35 35 15                     | 3 34 14                      | 47 30 11                     | 76 20 7                      | 87 9 1                       | 67 5 −4                      |
| Температура в °C • Сумма осадков в мм |                              |                              |                              |                              |                              |                              |                              |                              |                              |                              |                              |